# Быковский, Владимир Игнатьевич
Владимир Игнатьевич Быковский (бел. Уладзімір Ігнатавіч Быкоўскі; 3 февраля 1922 — 28 октября 1988) — советский деятель сельскохозяйственной отрасли, Герой Социалистического Труда (1971).

## Биография
Родился в д. Авласково, Верхнедвинского района Витебской области.
В годы Великой Отечественной войны — активный участник партизанского движения, помощник комиссара бригады по комсомолу.
Член КПСС с 1944 года.
Окончил Республиканскую партийную школу при ЦК КПБ в 1949 году, Минский педагогический институт в 1951 году.
С 1959 года — 1-й секретарь Молодеченского РК КПБ, с 1975 года — секретарь Белорусского республиканского совета профсоюзов.
Звание Героя присвоено за успехи в развитии сельскохозяйственной производительности и выполнение задания 8-й пятилетки по продаже стране сельскохозяйственной продукции.
Член ЦК КПБ в 1961—1976 годах.
Депутат Верховного Совета СССР в 1970—1974. Депутат Верховного Совета БССР в 1963—1967.

## Награды
- Медаль Серп и Молот (1971);
- орден Ленина;
- Орден Октябрьской Революции;
- Орден Отечественной войны 2 степени;
- Орден Красной Звезды;
- Орден Знак Почёта.